# Teodor Rus
Teodor Cristian Rus (* 30. April 1974 in Aiud, Kreis Alba) ist ein ehemaliger rumänischer Fußballspieler und derzeitiger Fußballtrainer.

## Karriere

### Spielerkarriere
Rus erlernte in seiner Geburtsstadt Aiud bei Metalul Aiud das Fußballspielen. Schnell wechselte er ans Sportinternat nach Târgu Mureș, wo sein Talent gefördert wurde. Bereits mit 17 erhielt der 70-fache rumänische Jugendnationalspieler einen Profivertrag beim Erstligisten Gloria Bistrița.
Im Sommer 1993 erfolgte sein Wechsel nach Deutschland. Er heuerte beim Zweitligisten FC Homburg an. Mit den Saarländern spielte er von 1993 bis 1997. Danach spielte der Rumäne für Rot-Weiß Oberhausen. Mit RWO zog er 1999 bis ins Halbfinale des DFB-Pokals ein. Ein Jahr später verschlug es Rus zum damaligen Regionalligisten Karlsruher SC. Mit den Badenern stieg er 2001 in die 2. Bundesliga auf und verbrachte ein weiteres Jahr beim KSC.
Im Dezember 2002 an bis zum Ende dieser Saison, spielte Teodor Rus beim SV Waldhof Mannheim. Bereits im März war für den Mittelfeldspieler die Saison nach 12 Einsätzen gelaufen. Ein Innenbandriss verhinderte ein weiteres Eingreifen des Rumänen im Abstiegskampf. Nach dem Abstieg des Vereins in die Oberliga verließ Rus Mannheim in Richtung Erfurt. Über Eschborn und Nöttingen beendete er 2010 beim TSV Grunbach seine Karriere als Spieler.

### Trainerkarriere
Seine Laufbahn setzte er als Trainer beim TSV Grunbach fort. Mit diesem wurde er Vizemeister der Oberliga und war für die Relegation in die Regionalliga qualifiziert, aber Grunbach konnte dies finanziell nicht stemmen, sondern meldete die 1. Mannschaft ab und legte diese mit dem 1. CfR Pforzheim zusammen. Bei diesem wurde Teodor Rus im Sommer 2014 Trainer und verbuchte gleich den Pokalsieg gegen den SV Waldhof. Aus der Verbandsliga stieg er mit seiner Mannschaft in die Oberliga auf.
Im Dezember 2017 übernahm Rus den Oberligisten SSV Reutlingen als Trainer. Nachdem im Jahr 2019 jedoch kein Sieg gelungen war, wurde er am 29. April 2019 entlassen. Rus hatte den besten Punkteschnitt seit Armin Veh, der von 1998 bis 2002 als Reutlinger Trainer arbeitete.
Seit Juni 2022 ist er Trainer des 1. FC Bruchsal.